# Hiéroglyphe égyptien R9
L'oriflamme et bourse en hiéroglyphes égyptiens, est classifié dans la section R « Mobilier cultuel et emblèmes sacrés » de la liste de Gardiner ;  il y est noté R9.

## Représentation
Il représente la combinaison d'un mât à oriflamme (hiéroglyphe R8) dans une bourse (hiéroglyphe V33). Il est translittéré bd. 

## Utilisation
| R9 | / | b | d | R9 | N33B · Z2 |

| R9 | / | b | d | R9 | N33B · Z2 |

Voir les hiéroglyphes :
| R8 |

| R8 |

| R8A |

| R8A |

| R10 |

| R10 |